# Yabea
Yabea, monotipski biljni rod iz porodice štitarki raširen po zapadnim predjelima Sjeverne Amerike, od Britanske Kolumbije (otok Vancouver) na sjeveru, na jug do meksičke države Baja California Norte
Jedina vrsta je jednogodišnja biljka Yabea microcarpa. Lokalno je poznata kao »lažna mrkva«

## Sinonimi
- Caucalis microcarpa Hook. & Arn.
- Daucus brachiatus Torr.